# Сен-Млё, Андре
Андре Сен-Млё (фр. André Saint-Mleux (25 сентября 1920 — 7 октября 2012) — франко-монегасский политический деятель, государственный министр (глава правительства) Монако (1972—1981).

## Биография
Находился на французской государственной и дипломатической службе.
- 1955 год — начальник канцелярии государственного министра Франции по делам ассоциированных государств,
- март-октябрь 1955 га — советник министра-делегата МИД Франции,
- 1955—1957 годы — генеральный директор политического департамента МИД Франции,
- в начале 1960 года работал генеральным консулом Франции в Гонконге,
- 1972—1981 годы — государственный министр Монако.